# Lugo (tartomány)
Lugo egy tartomány Spanyolországban, Galicia autonóm közösségben.